# Eschscholtzieae
 (mai 2025).
Tribu
Les Eschscholtzieae sont une tribu de plantes à fleurs de la famille des Papaveraceae et de la sous-famille des Papaveroideae.
Le genre type est Eschscholtzia Cham.

## Liste des genres
- Dendromecon
- Eschscholzia
- Hunnemannia

## Publication originale
- Baillon H.E., 1872. Histoire des Plantes, Tome 3. Librairie Hachette, Paris ː 3: 130, 142.